# فيكتوريو راميس
فيكتوريو راميس (بالإسبانية: Victorio Ramis)‏ (7 يوليو 1994 بقرطبة في الأرجنتين - ) هو لاعب كرة قدم أرجنتيني في مركز مهاجم ‏.

## وصلات خارجية
- فيكتوريو راميس على موقع قاعدة بيانات كرة القدم.إي يو (الإنجليزية)
- فيكتوريو راميس على موقع Soccerway.com (الإنجليزية)